# Lafinur
Lafinur är en ort i Argentina.   Den ligger i provinsen San Luis, i den centrala delen av landet, 700 km väster om huvudstaden Buenos Aires. Lafinur ligger 454 meter över havet och antalet invånare är 201.
Terrängen runt Lafinur är huvudsakligen platt, men söderut är den kuperad. Närmaste större samhälle är Villa Dolores, 19,3 km nordost om Lafinur.
Omgivningarna runt Lafinur är i huvudsak ett öppet busklandskap. Runt Lafinur är det ganska glesbefolkat, med 29 invånare per kvadratkilometer.